# Bartolomeo Ammannati

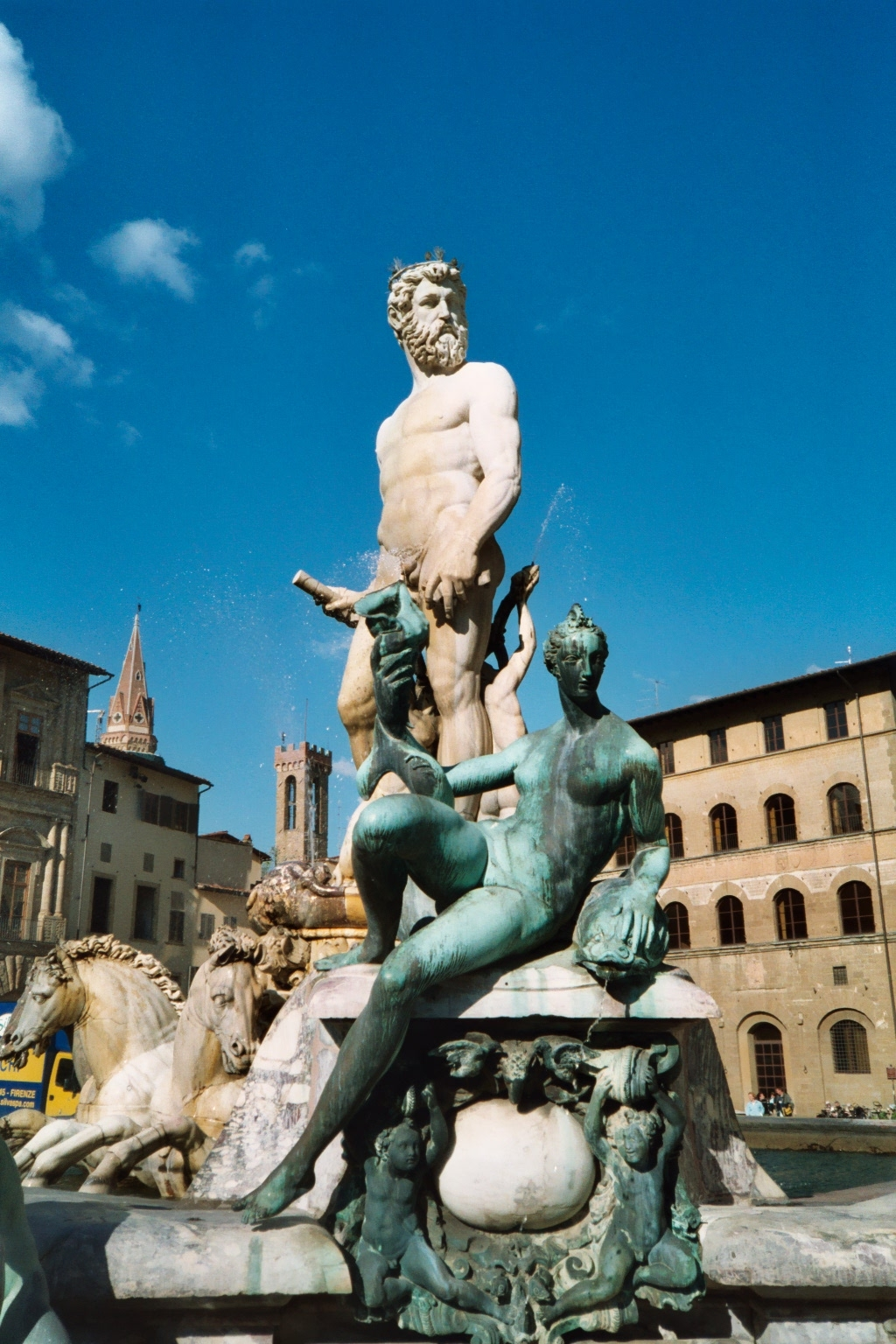
Neptunusbrunnen i Florens.

Bartolomeo Ammannati, född 18 juni 1511 i Settignano nära Florens, död 22 april 1592 i Florens, var en italiensk skulptör och arkitekt, i huvudsak verksam i Florens.

## Biografi
Ammannati var elev till Jacopo Sansovino och Baccio Bandinelli. Som bildhuggare tog han starka intryck av Michelangelo, vilken han dock efterbildade med rätt tom bravur.
Bland Ammannatis mer kända verk finns i Florens Fontana del Nettuno (Neptunusbrunnen) (1563–1577) på Piazza della Signoria och den berömda Ponte della Trinità (Treenighetsbron) (1567–1569), förstörd 1944 i ett luftanfall under andra världskriget, men senare återuppbyggd. Därtill har han bidragit med tillbyggnader på Palazzo Pitti och en absid vid Biblioteca Medicea Laurenziana.
Även i Rom och Lucca finns byggnader av Ammannati.